# Garching-Hochbrück (métro de Munich)
Garching-Hochbrück (en allemand : U-Bahnhof Garching-Hochbrück) est une station de la ligne U6 du métro de Munich. Elle est située à Hochbrück, un quartier de la ville périphérique de Garching bei München. La station de métro se situe à la limite sud-est du quartier éponyme et est principalement utilisée pour développer la zone commerciale qui s'y trouve, qui constitue une grande partie de la zone de peuplement de Hochbrück.

## Situation sur le réseau

Plan du métro (2020).

Vers le nord, les rames de métro disparaissent juste derrière la station de métro dans le tunnel et atteignent la station Garching après 1 827 mètres. Dans l'autre sens, la ligne passe par le canal de Schleißheim et à côté de la lande de Fröttmaning jusqu'à la station Fröttmaning, à 4 208 m, à Munich. Cette section de l'itinéraire est la plus longue de tout le réseau de métro de Munich sans arrêts.

## Histoire
En 1988, le conseil municipal de Garching demande l'extension de la ligne 6, qui se termine à l'époque à Munich à la station Kieferngarten, jusqu'à Hochbrück. Étant donné que le tracé, y compris la gare, passe en surface, le gros œuvre est achevé après un peu plus d'un an. La station entre en service le 28 octobre 1995. Jusqu'à l'ouverture de la ligne vers la station Garching-Forschungszentrum en octobre 2006, Garching-Hochbrück est le terminus nord de la ligne 6. Garching-Hochbrück est l'une des rares stations de métro de Munich avec des quais latéraux. Les deux plates-formes sont séparées par des parois vitrées et ont un accès à chaque extrémité de la plate-forme et un au milieu de la plate-forme. Il y a un pont sur les voies au nord et au sud de la gare. Les quais sont pavés pour les protéger des intempéries en surface. Ils sont chacun recouverts d'une structure en acier.

## Services aux voyageurs

### Desserte
La station est desservie par le MVG-Classe B et MVG-Classe C.

### Intermodalité
Depuis la gare routière attenante, plusieurs lignes de bus desservent le quartier. La ligne 293 s'étend au sud-ouest de Hochbrück jusqu'à l'Auensiedlung à Munich. La ligne 290 dessert également Garching, d'autres lignes de bus traversent le quartier vers Oberschleißheim (ligne 292), Unterschleißheim (ligne 219) ou vers la station de métro munichoise Am Hart (ligne 294). De plus, la ligne de bus 695 relie Eching à Kirchdorf an der Amper.